# Îles Gough et Inaccessible
Les îles Gough et Inaccessible sont un site du patrimoine mondial de l'UNESCO dans l'archipel Tristan da Cunha dans le sud de l'océan Atlantique. Le site contient l'île Inaccessible et l'île Gough.
Les îles sont inhabitées, à part une station météorologique sud-africaine sur l'île Gough. Les îles sont un site important pour les oiseaux marins.

## Faune
Le nombre d'oiseaux se reproduisant sur les deux îles est estimé à 5 millions. La plupart des oiseaux marins passent la majorité de leur vie en mer, mais viennent se reproduire sur les îles en hiver et en été. C'est le cas du puffin à lunettes, du pétrel de Schlegel et du puffin majeur. Les deux îles abritent également des oiseaux qui nichent sur terre, comme l'albatros de Tristan da Cunha, l'albatros à nez jaune, l'albatros brun et le prion de Macgillivray. Les côtes abritent plus de 90 % de la population mondiale du gorfou de Moseley. Enfin, certaines espèces endémiques sont répertoriées : le râle atlantis, la gallinule de Gough, la rowettie de Gough et le nésospize de Tristan da Cunha.
Il n'y a pas de mammifères terrestres originaires des îles. Cependant, des souris grises ont été introduites accidentellement sur l’île Gough par des marins à la fin XIXe siècle. Leur population de plusieurs centaines de milliers d'individus menace gravement la survie de certaines espèces d'oiseaux, notamment l'albatros de Tristan da Cunha et le prion de Macgillivray en danger critique d'extinction. La Royal Society for the Protection of Birds a lancé en 2021 un programme pour tenter d'éradiquer les souris de l'île.
Parmi les mammifères marins, des otaries à fourrure subantarctiques se reproduisent sur les îles et l'on trouve des éléphants de mer australs. Des dauphins obscurs se trouvent dans les eaux autour des îles, ainsi que des tasmacètes de Shepherd et des baleines franches australes.